# Nordmalingsdräkten
Nordmalingsdräkten  är en folkdräkt från Nordmaling. Den är av relativt sent ursprung, den kvinnliga varianten av dräkten började tas fram 1955 och den manliga är från 1974.

## Den kvinnliga sockendräkten
1955 bildades en kommitté med uppgift att skapa en passande sockendräkt. I spetsen för kommittén återfanns Astrid Råde, Betty Sandberg och Karin Engman, Nordmaling samt folkskollärarinnan Hjördis Granström, Mullsjö, sedermera gift Jönsson. De hade ett flertal medhjälpare, bland andra kyrkoherde Adolf Råde och före detta lärarinnan Jossa Winnberg. Kommittén tog närmast kontakt med Hemslöjden i Umeå. Idén till de olika färgkombinationerna erhölls genom forskningsarbete i Nordmalingsbygden. Det gällde särskilt den röda västen och den blå kjolen, som ofta återkom i Nordmalingsdräkter. I samråd med sömmerskan fru Gunborg Häggström i Levar utformades sedan den slutliga modellen.

## Den manliga sockendräkten
Den manliga sockendräkten kom till 1974 efter förslag av Karin Engman. Byxmodellen har som förebild en gammal typ av knäbyxa med stor lucka, som fanns i ett lokalt museum och hade tillhört hemmansägare och handlare Johan Johansson, född 1787, bosatt i Baggård. Västen gjordes efter en gammal brudväst. Under västen bärs en vit linneskjorta.